# Kreis Viersen
Kreis Viersen is een Kreis in de Duitse deelstaat Noordrijn-Westfalen. Kreisstadt is de gelijknamige stad. De Kreis telt 298.536 inwoners (31 december 2020) op een oppervlakte van 563,27 km². Op 31 december 2020 had 10,66% van de inwoners een niet-Duits staatsburgerschap (31.830 niet-Duitsers) en hadden 2.705 inwoners het Nederlandse staatsburgerschap.

## Bestuurlijke geschiedenis
Het gebied van Kreis Viersen komt grotendeels overeen met de voormalige (Land-)Kreis Kempen-Krefeld.
De sinds 1929 bestaande "Landkreis Kempen-Krefeld" werd daarbij in verband met een eerste communale herindeling op 1 januari 1970 als volgt gewijzigd:
- De Kreis kreeg een nieuwe naam: "Kreis Kempen-Krefeld"

(Landkreise zijn binnen de deelstaat Noordrijn-Westfalen sinds de jaren 70 van de 20e eeuw hernoemd naar Kreis)
- De gemeente Osterath en het Amt Lank werden afgestaan aan de voormalige "Kreis Grevenbroich" (nu ongeveer: "Rhein-Kreis Neuss").[6]
- De destijds nog bestaande kreisfreie Stadt Viersen werd opgenomen in het gebied van "Kreis Kempen-Krefeld" .[6]

Bij een tweede communale herindeling op 1 januari 1975 werd het gebied opnieuw iets gewijzigd, nu op de volgende manier:
- De Kreis kreeg weer een nieuwe naam: nu "Kreis Viersen"; Viersen werd de nieuwe Kreisstad in plaats van het kleinere Kempen.
- De voormalige hoofdstad Kempen moest ook nog het stadsdeel Hüls aan de kreisfreie stad Krefeld afstaan.
- Als compensatie voor het afgestane Hüls werd ten slotte de gemeente Niederkrüchten, die tevoren bij de voormalige "Kreis Erkelenz" hoorde, in "Kreis Viersen" opgenomen.

## Steden en gemeenten

Gemeenten in Viersen

De volgende steden en gemeenten liggen in het district:
| Steden                                                    | Gemeenten                                              |
| --------------------------------------------------------- | ------------------------------------------------------ |
| 1. Kempen 2. Nettetal 3. Tönisvorst 4. Willich 5. Viersen | 1. Brüggen 2. Grefrath 3. Niederkrüchten 4. Schwalmtal |

Zie ook: Lijst van Kreise en kreisfreie steden in Noordrijn-Westfalen
Brüggen · Grefrath · Kempen · Nettetal · Niederkrüchten · Schwalmtal · Tönisvorst · Viersen · Willich